# اچ‌ام‌اس سویفت‌سور (۱۸۰۴)
اچ‌ام‌اس سویفت‌سور (۱۸۰۴) (به انگلیسی: HMS Swiftsure (1804)) یک کشتی بود که طول آن ۱۷۳ فوت (۵۳ متر) بود. این کشتی در سال ۱۸۰۴ ساخته شد.